# Gustav Friedrich Waagen

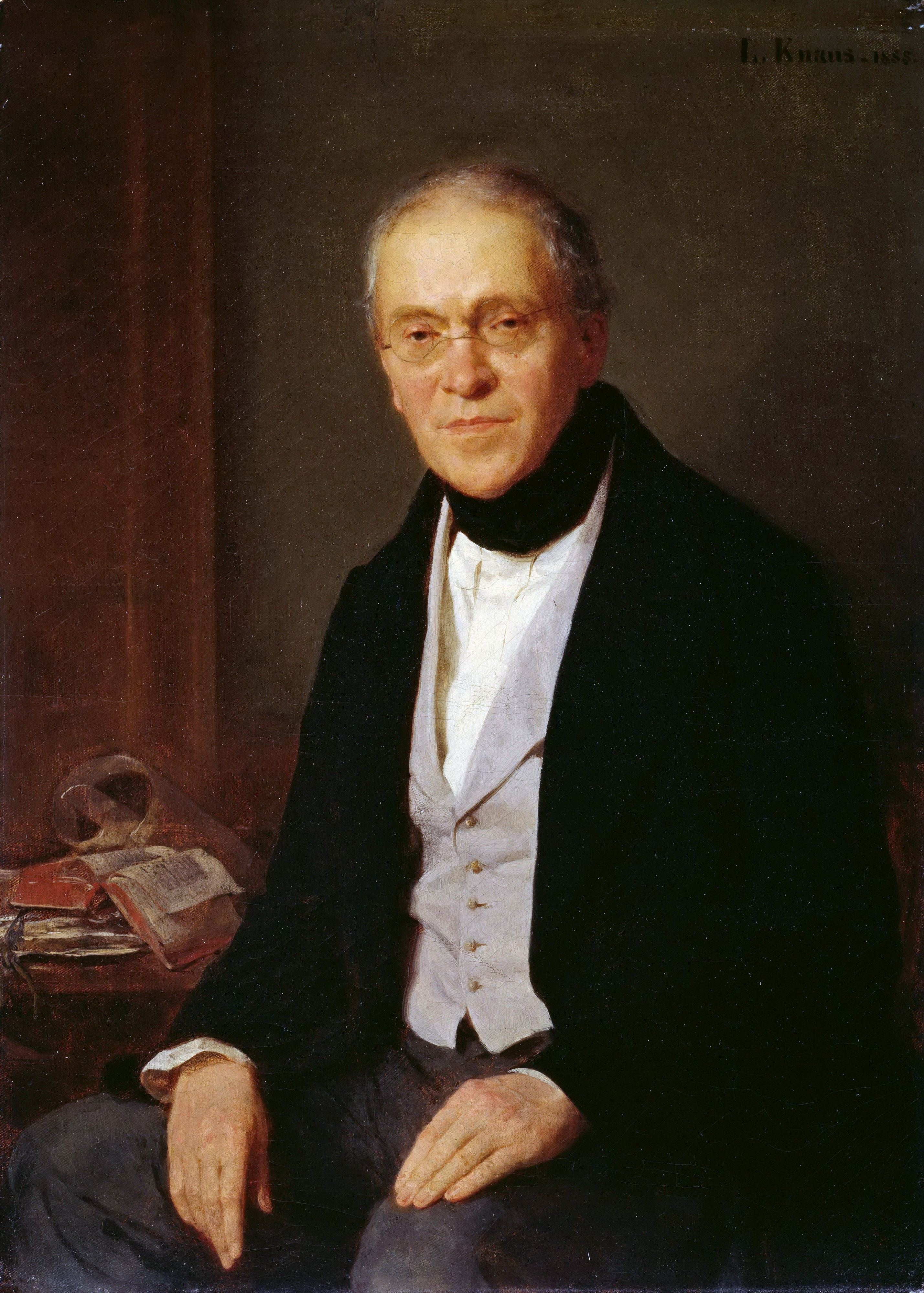
Gustav Friedrich Waagen, avbildad av Ludwig Knaus 1855.

Gustav Friedrich Waagen, född 11 februari 1794 i Hamburg, död 15 juli 1868 i Köpenhamn, var en tysk konsthistoriker. 
Waagen kallades 1823 till Berlin för att biträda vid inrättandet av det nya museet där, blev 1830 föreståndare för detsammas målningsgalleri och 1844 professor i konsthistoria vid universitetet. Bland Waagens skrifter är Über die maler Hubert und Johann van Eyck (1822), Kunstwerke und Künstler in Deutschland (2 band, 1843–1845), The treasures of art in Great-Britain (4 band, 1854–1857), det ansedda arbetet Handbuch der deutschen und niederländischen Malerschulen (2 band, 1862), Die gemäldesammlung in der kaiserlichen Eremitage in St. Petersburg (1867; 2:a upplagan 1870). Kleine Schriften jämte biografi utgavs 1875 av Alfred Woltmann.